# Лялин, Павел Николаевич
Па́вел Никола́евич Ля́лин — советский хозяйственный, государственный и политический деятель.

## Биография
Родился в 1903 году в Туле. Член ВКП(б) с 1925 года.
С 1931 года — на хозяйственной, общественной и политической работе. В 1931—1957 гг. — директор совхоза в Московской области, начальник Сортоводно-семенного отдела Народного комиссариата земледелия РСФСР, секретарь Свердловского районного комитета ВКП(б) Москвы, заместитель народного комиссара земледелия РСФСР, заведующий Сектором Управления кадров ЦК ВКП(б), в Бюро ЦК ВКП(б) по Молдавии, инструктор Сельскохозяйственного отдела ЦК ВКП(б), 1-й заместитель председателя Исполнительного комитета Крымского областного Совета, председатель Исполнительного комитета Новгородского областного Совета.
Избирался депутатом Верховного Совета РСФСР 3-го и 4-го созывов.